# یواس‌اس اس‌سی-۶
یواس‌اس اس‌سی-۶ (به انگلیسی: USS SC-6) یک زیردریایی بود که طول آن ۱۱۰ فوت (۳۴ متر) بود. این زیردریایی در سال ۱۹۱۷ ساخته شد.